# Invloedslijn

Invloedslijn voor de oplegreactie in punt A voor een zich over de constructie verplaatsende belasting

Een invloedslijn, horend bij een doorsnede van een constructie, bijvoorbeeld een  balk, is een grafiek die zodanig is getekend, dat de hoogte van de grafiek op een bepaald punt, vermenigvuldigd met de grootte van een op dat bepaalde punt aangebrachte kracht, gelijk is aan de oplegreactie, dwarskracht, het buigend moment, de doorbuiging of de hoekverdraaiing van die constructie.
Invloedslijnen worden gebruikt in de constructieleer en zijn nuttig om
- de invloed van de plaats van een kracht op een bepaalde doorsnede inzichtelijk te maken,
- het effect van meerdere aangebrachte krachten te berekenen, en
- de krachtenverdeling te bepalen die tot een grootst mogelijke oplegreactie/dwarskracht/moment leidt.

In de figuur is de invloed van de belasting in positie 1 op de oplegreactie in A veel groter dan dezelfde belasting geplaatst op positie 2. Uit de figuur blijkt dat de grootste naar boven gerichte reactiekracht in A ontstaat indien een punt- of lijnlast geplaatst wordt in punt A, de grootste naar beneden gerichte reactiekracht ontstaat wanneer de lijnlast enkel midden in het middelste veld aangrijpt.